# حمام عبدالخالق
این حمام در ضلع شرقی راسته بازار سنندج قرار دارد. تاریخ ساخت آن دقیقا مشخص نیست و احتمالا به دوره قاجاریه تعلق دارد. حمام دارای فضاهای مختلفی است که در بیشتر حمام‌های استان نیز دیده می‌شود. آب لازم برای این حمام از آب جاری قنات‌های شهر تأمین می‌شود. ارتفاع سقف این حمام نسبتا بلند است و ستون‌های چهارگوش سنگی، آب نما، حجره‌ها، رخت کن، گرم خانه، خلوتی‌ها، سرویس و خزینه آن تابع اسلوب حمام سازی ایرانی در دوره صفوی است. تزیینات معماری این بنا مشخص نیست، زیرا سطح دیوار آن با سیمان و کاشی جدید اندود شده‌است، ولی گفته می‌شود این حمام دارای تزیینات آهک بری که در شهر سنندج بسیار رواج داشته. این بنا با حمام وکیل الملک در شهر سنندج قابل مقایسه‌است و اکنون در تملک میراث فرهنگی استان کردستان قرار دارد.